# فرودگاه آلتای
فرودگاه آلتای (به انگلیسی: Altay Airport) یک فرودگاه همگانی با کد یاتا AAT است که یک باند فرود بتن دارد و طول باند آن ۱۷۵۰ متر است. این فرودگاه در کشور چین قرار دارد و در ارتفاع ۷۵۰ متری از سطح دریا واقع شده است.

## شرکت‌های هواپیمایی و مقصدهای پروازی
| شرکت‌های هواپیمایی   | مقصدهای پروازی |
| ------------------- | -------------- |
| هواپیمایی جنوبی چین | اورومچی دیووپو |
| تیانجین ایرلاینز    | اورومچی دیووپو |